# Verbandsgemeinde Altenahr
La comunità amministrativa di Altenahr (Verbandsgemeinde Altenahr) si trova nel circondario di Ahrweiler nella Renania-Palatinato, in Germania.

## Comuni
Fanno parte della comunità amministrativa i seguenti comuni:
| Comune, città             | Sup. (km²) | Abitanti |
| ------------------------- | ---------- | -------- |
| Ahrbrück                  | 12,56      | 1 076    |
| Altenahr                  | 14,84      | 1 592    |
| Berg                      | 19,05      | 1 294    |
| Dernau                    | 5,72       | 1 390    |
| Heckenbach                | 27,34      | 233      |
| Hönningen                 | 10,02      | 1 050    |
| Kalenborn                 | 4,33       | 677      |
| Kesseling                 | 31,17      | 604      |
| Kirchsahr                 | 6,10       | 350      |
| Lind                      | 12,35      | 570      |
| Mayschoß                  | 5,66       | 822      |
| Rech                      | 4,69       | 524      |
| Verbandsgemeinde Altenahr | 153,82     | 10 182   |

(Abitanti al 31 dicembre 2021)